# Маргарета Саксонска
Вижте пояснителната страница за други личности с името Маргарета Саксонска.
Маргарета Саксонска (на немски: Margarete Karoline von Sachsen, пълно име: Margarete Karoline Friederike Cecilie Auguste Amalie Josephine Elisabeth Maria Johanna von Sachsen; * 24 май 1840, Дрезден, Саксония; † 15 септември 1858, Монца, Италия) от албертинската линия на Ветините, е принцеса на Саксония и чрез женитба ерцхерцогиня на Австрия.

## Живот
Дъщеря е на крал Йохан Саксонски (1801 – 1873) и съпругата му принцеса Амалия Августа (1801 – 1877), дъщеря на баварския крал Максимилиан I Йозеф.
Маргарета се омъжва на 4 ноември 1856 г. в Дрезден за братовчед си ерцхерцог Карл Лудвиг Австрийски, син на Франц Карл, ерцхерцог на Австрия, и на принцеса София Баварска. Той е внук на император Франц II. Бракът е щастлив, трае само три години и остава бездетен.
При пътуване до Италия Маргарета се разболява от тифус. Тя умира на 15 септември 1858 г. в Монца само на 18 години. Нейното сърце е погребано в дворцовата капела в Инсбрук.